# Stictocephala brevicornis
Stictocephala brevicornis är en insektsart som beskrevs av Fitch. Stictocephala brevicornis ingår i släktet Stictocephala och familjen hornstritar. Inga underarter finns listade i Catalogue of Life.